# 서울푸른수목원
푸른수목원은 서울특별시 구로구 항동에 있는 서울특별시의 첫 수목원이다.
서울의 서남쪽 구로구의 끝자락에 위치한 푸른수목원은 서울시 최초로 조성된 시립수목원으로, 교육프로그램과 친환경관리의 중심인 “생태의섬(Eco-Island)”이다.
구로구 항동일대 10만3천m2의 부지에 기존 항동저수지와 어울려 푸른뜨락, 내음두루, 한울터, 돌티나라 등 2,100여종의 다양한 식물과 25개 테마원을 감상할 수 있고
작은도서관(북카페)와 숲교육센터 등 교육컨텐츠의 활용을 통해 가드닝프로그램(Gardening Program)과 생태학습의 장을 제공하고 있다.
- 면적 : 103,354m2
- 개원 : 2013. 6. 5
- 주요시설 : 방문자안내소, 숲교육센타, 북카페, 가든카페, 25개 테마원, 항동저수지
- 푸른수목원 개방시간 : 05:00~22:00

## 찾아가는길
갈때는 6614번 지선버스나 021-1, 구로07 마을버스를 이용해 푸른수목원정문.건널목앞 정류소 또는 푸른수목원후문.저수지앞 정류소에서 하차하면 된다.

## 참고 자료
- 디지털구로문화대전의 설명[깨진 링크(과거 내용 찾기)]